# Принц Жироны
Принц Жиронский (араг. Prencipe/Princesa de Chirona, кат. Príncep/Princesa de Girona, исп. Príncipe/Princesa de Gerona) — один из титулов наследника престола королевства Арагон. В настоящее время титул носит Леонор, принцесса Астурийская старшая дочь и наследница короля Испании Филиппа VI.

## Происхождение и название
Титул принца Жиронского возник в 1351 году, когда король Арагона Педро IV пожаловал его своему старшему сыну и наследнику, инфанту Хуану. Под его контроль перешли графства Жирона, Бесалу, Ампурьяс и Осона.
Инфант Хайме (1382—1388), старший сын короля Хуана I и Иоланды де Бар, носил титул герцога Жиронского и графа Серверского. 19 февраля 1416 года король Арагона Фердинанд I возвел герцогство Жиронское в ранг принципата.

## Современное использование
В 1961 году перед бракосочетанием будущего короля Испании Хуана Карлоса I и принцессы Софии Греческой Испанский Королевский дом опубликовал титулы молодого принца: «принц Астурийский», принц Жиронский" и «принц Вианский». Эти три титулы являлись титулами наследников престола королевств Кастилии, Арагона и Наварры соответственно. Хуан Карлос часто использовался титул «принц Жиронский» во время диктатуры Франсиско Франко, чтобы не носить более спорного титулы принца Астурийского, который был хорошо известен как титул наследника престола Испании.
В 1969 году 31-й летний Хуан Карлос был провозглашен Франко наследником испанского престола. В ноябре 1975 года после смерти диктатора Франко Хуан Карлос де Бурбон стал королем Испании. С 21 января 1977 года его единственный сын Филипп стал использовать титулы принца Астурийского, принца Жиронского и принца Вианского.

## Список носителей титула
| Портрет        | Имя                                             | Наследник      | Дата рождения   | Дата назначения наследником престола                                | Дата получение титулы герцога Жиронского                            | Дата прекращения титула Жиронского                | Смерть              | Другие титулы | Герцогини Жиронские                 |
| -------------- | ----------------------------------------------- | -------------- | --------------- | ------------------------------------------------------------------- | ------------------------------------------------------------------- | ------------------------------------------------- | ------------------- | --- | ----------------------------------- |
|                | Инфант Хуан затем Хуан I                        | Педро IV       | 27 декабря 1350 | 27 декабря 1350                                                     | 1351                                                                | 6 января 1387 стал королем Арагона                | 19 мая 1396         | Граф Сервера | Марта де Арманьяк                   |
| Иоланда де Бар | Инфант Хуан затем Хуан I                        | Педро IV       | 27 декабря 1350 | 27 декабря 1350                                                     | 1351                                                                | 6 января 1387 стал королем Арагона                | 19 мая 1396         | Граф Сервера |                                     |
|                | Инфант Хайме, герцог Жиронский                  | Хуан I         | 1382            | 6 января 1387                                                       | 6 января 1387                                                       | 1388                                              | 1388                | Граф Сервера |                                     |
|                | Инфант Фердинанд, герцог Жиронский              | Хуан I         | 1389            | 1389                                                                | 1389                                                                | октябрь 1389                                      | октябрь 1389        | Граф Сервера |                                     |
|                | Инфант Педро, герцог Жиронский                  | Хуан I         | 1394            | 1394                                                                | 1394                                                                | 1394                                              | 1394                | граф Сервера |                                     |
|                | Инфант Альфонсо затем король Арагона Альфонсо V | Фердинанд I    | 1396            | 25 июня 1412                                                        | январь 1414                                                         | 19 февраля 1416 возведен в ранг принца Жиронского | 27 июня 1458        | граф Сервера | Мария Кастильская                   |
|                | принц Карл Вианский                             | Хуан II        | 29 мая 1421     | 27 июня 1458                                                        | 27 июня 1458                                                        | 23 сентября 1461                                  | 23 сентября 1461    | принц Вианский герцог Гандия герцог Монтблан граф Сервера |                                     |
|                | Принц Фердинанд позднее Фердинанд II            | Хуан II        | 10 марта 1452   | 23 сентября 1461 После смерти старшего брата принца Карла Вианского | 23 сентября 1461 После смерти старшего брата принца Карла Вианского | 20 января 1479 позднее король Арагона             | 23 января 1516      | Герцог Монтблан граф Сервера сеньор Балагер герцог Гандия граф Рибагорса король Сицилии король Кастилии и король Леона король Верхней Наварры | Изабелла I Кастильская              |
|                | Жан II (претендент)                             | Рене Добрый    | 2 августа 1424  | 1466                                                                | 1466                                                                | 16 декабря 1470                                   | 16 декабря 1470     | герцог Лотарингии герцог Калабрии маркиз Понт-а-Муссон герцог Монтблан граф Сервера | Мария де Бурбон                     |
|                | Николас (претендент)                            | Рене Добрый    | 7 июля 1448     | 16 декабря 1470                                                     | 16 декабря 1470                                                     | 27 июля 1473                                      | 27 июля 1473        | герцог Лотарингии титулярный герцог Калабрии маркиз Понт-а-Муссон герцог Монтблан граф Сервера | -                                   |
|                | Принц Хуан                                      | Фердинанд II   | 28 июня 1478    | 20 января 1479                                                      | 20 января 1479                                                      | 4 октября 1497                                    | 4 октября 1497      | принц Астурийский принц Вианский герцог Монтблан граф Сервера сеньор Балагер | Маргарита Австрийская               |
|                | Принц Мигель                                    | Фердинанд II   | 24 августа 1498 | 28 августа 1498                                                     | 28 августа 1498                                                     | 19 июля 1500 смерть                               | 19 июля 1500 смерть | принц Португальский принц Астурийский принц Вианский герцог Монтблан граф Сервера сеньор Балагер | -                                   |
|                | Инфанта Хуана позднее Хуана I                   | Фердинанд II   | 6 ноября 1479   | 1502 признана кортесами Арагона в Сарагосе                          | 1502 признана кортесами Арагона в Сарагосе                          | 3 мая 1509 до рождения брата Хуана                | 12 апреля 1555      | принцесса Астурийская принцесса Вианская герцогиня Монтблан графиня Сервера сеньора Балагер герцогиня-консорт Бургундии, герцогиня Брабанта, герцогиня Лимбурга, герцогиня Люксембурга; графиня Артуа, Фландрии, Шароле, Эно, Голландии, Зеландии, графиня Бургундии, маркграфиня-консорт Намюрская                | -                                   |
|                | Принц Хуан                                      | Фердинанд II   | 3 мая 1509      | 3 мая 1509                                                          | 3 мая 1509                                                          | 3 мая 1509                                        | 3 мая 1509          | герцог Монтблан граф Сервера сеньор Балагер | -                                   |
|                | Инфанта Хуана затем Хуана I Кастильская         | Фердинанд II   | 6 ноября 1479   | 3 мая 1509 после смерти брата Хуана                                 | 3 мая 1509 после смерти брата Хуана                                 | 23 января 1516                                    | 12 апреля 1555      | принцесса Астурийский принцесса Вианский герцогиня Монтблан графиня Сервера сеньора Балагер герцогиня-консорт Бургундии, герцогиня Брабанта, герцогиня Лимбурга, герцогиня Люксембурга; графиня Артуа, Aландрии, Шароле, Фландрии, Эно, Голландии, Зеландии, графиня-консорт Бургундии, маркграфиня-консорт Намюра | -                                   |
|                | Принц Карл затем Карлос I                       | Хуана Безумная | 24 февраля 1500 | 23 января 1516                                                      | 23 января 1516                                                      | 14 марта 1516 стал королем Испании                | 21 сентября 1558    | принц Астурийский принц Вианский герцог Монтблан граф Сервера сеньор Балагер герцог Бургундии, герцог Брабанта, герцог Лимбурга, герцог Люксембурга, граф Артуа, граф Бургундии, граф Фландрии, граф Эно, граф Голландии, граф Намюра and граф Зеландии                                                            | -                                   |
|                | Принц Филипп позднее Филипп II                  | Карл I         | 21 мая 1527     | 21 мая 1527                                                         | 21 мая 1527                                                         | 16 января 1556 стал королем Испании               | 13 сентября 1598    | принц Астурийский принц Вианский герцог Монтблан граф Сервера сеньор Балагер король Неаполитанский король Англии и Ирландии герцог Миланский | инфанта Мария Мануэла Португальская |
| Мария I Тюдор  | Принц Филипп позднее Филипп II                  | Карл I         | 21 мая 1527     | 21 мая 1527                                                         | 21 мая 1527                                                         | 16 января 1556 стал королем Испании               | 13 сентября 1598    | принц Астурийский принц Вианский герцог Монтблан граф Сервера сеньор Балагер король Неаполитанский король Англии и Ирландии герцог Миланский |                                     |
|                | Принц Карлос                                    | Филипп II      | 8 июля 1545     | 16 января 1556                                                      | 16 января 1556                                                      | 24 июля 1568                                      | 24 июля 1568        | принц Астурийский принц Вианский герцог Монтблан граф Сервера сеньор Балагер | -                                   |
|                | Принц Фердинанд                                 | Филипп II      | 4 декабря 1571  | 4 декабря 1571                                                      | 4 декабря 1571                                                      | 18 октября 1578                                   | 18 октября 1578     | принц Астурийский принц Вианский герцог Монтблан граф Сервера сеньор Балагер | -                                   |
|                | Принц Диего                                     | Филипп II      | 15 августа 1575 | 18 октября 1578 после смерти старшего брата Фердинанда              | 18 октября 1578 после смерти старшего брата Фердинанда              | 21 ноября 1582                                    | 21 ноября 1582      | принц Астурийский принц Вианский герцог Монтблан граф Сервера сеньор Балагер принц Португалии | -                                   |
|                | Принц Филипп затем Филипп III                   | Филипп II      | 14 апреля 1578  | 21 ноября 1582 после смерти старшего брата Диего                    | 21 ноября 1582 после смерти старшего брата Диего                    | 14 апреля 1598 стал королем Испании               | 31 марта 1621       | принц Астурийский принц Вианский герцог Монтблан граф Сервера сеньор Балагер принц Португалии | -                                   |
|                | Принц Филипп затем Филипп IV                    | Филипп III     | 8 апреля 1605   | 8 апреля 1605                                                       | 8 апреля 1605                                                       | 31 марта 1621 стал королем Испании                | 17 сентября 1665    | принц Астурийский принц Вианский герцог Монтблан граф Сервера сеньор Балагер принц Португалии | Изабелла де Бурбон                  |
|                | Принц Бальтазар Карлос                          | Филипп IV      | 17 октября 1629 | 17 октября 1629                                                     | 17 октября 1629                                                     | 9 октября 1646                                    | 9 октября 1646      | принц Астурийский принц Вианский герцог Монтблан граф Сервера сеньор Балагер принц Португалии | -                                   |
|                | Принц Филипп Просперо                           | Филипп IV      | 20 ноября 1657  | 20 ноября 1657                                                      | 20 ноября 1657                                                      | 1 ноября 1661                                     | 1 ноября 1661       | принц Астурийский Принц Вианский герцог Монтблан граф Сервера сеньор Балагер | -                                   |
|                | Принц Карл позднее Карл II                      | Филипп IV      | 6 ноября 1661   | 6 ноября 1661                                                       | 6 ноября 1661                                                       | 17 сентября 1665 стал королем Испании             | 1 ноября 1700       | принц Астурийский принц Вианский герцог Монтблан граф Сервера сеньор Балагер | -                                   |
|                | Принц Иосиф Фердинанд                           | Карл II        | 28 октября 1692 | 1698                                                                | 1698                                                                | 6 февраля 1699                                    | 6 февраля 1699      | принц Астурийский принц Вианский герцог Монтблан граф Сервера сеньор Балагер | -                                   |
|                | Принц Фелипе затем Филипп VI                    | Хуан Карлос I  | 30 января 1968  | 22 ноября 1975                                                      | 21 января 1977                                                      | 19 июня 2014                                      | 19 июня 2014        | принц Астурийский принц Вианский герцог Монтблан граф Сервера сеньор Балагер | Летисия Ортис Рокасолано            |
|                | Принцесса Леонор                                | Филипп VI      | 31 октября 2005 | 19 июня 2014                                                        | 19 июня 2014                                                        | действующая                                       | действующая         | принцесса Астурийская принцесса Вианская герцогиня Монтблан графиня Сервера сеньора Балагер |                                     |